# Štěpán Klásek
Štěpán Klásek (ur. 19 września 1957 w Libercu) – czeski duchowny protestancki, biskup Czechosłowackiego Kościoła Husyckiego i jego administrator w latach 2005–2006.

## Życiorys
Pochodzi z rodziny duchownego CČSH Bohumila Kláska. 26 lipca 1979 roku przyjął święcenia diakonatu, rok później ukończył Husycki Wydział Teologiczny. 2 października 1982 roku przyjął w Hrádku nad Nisou święcenia kapłańskie. Następnie pracował jako proboszcz w Libercu i administrator parafii w mieście Jablonné v Podještědí.
19 czerwca 1999 roku został wybrany biskupem diecezji kralovehradeckiej CČSH. Po rezygnacji patriarchy Jana Schwarza w czerwcu 2005 roku objął funkcję administratora Czechosłowackiego Kościoła Husyckiego i pełnił ją do września 2006 roku, tj. do wyboru Tomáša Butty na patriarchę. W 2013 roku Pavel Pechanec zastąpił go w funkcji biskupa kralovehradeckiego.
Jako emerytowany biskup zamieszkał w Litomyšlu, gdzie pracuje w tamtejszej parafii i zarządza parafią w mieście Česká Třebová.

## Życie prywatne
Żonaty z Lenką, ma syna Josefa i córki Františkę, Maruškę, Cecilkę i Emilkę. 